# Hololena oola
Hololena oola là một loài nhện trong họ Agelenidae.
Loài này thuộc chi Hololena. Hololena oola được Ralph Vary Chamberlin & Wilton Ivie miêu tả năm 1942.